# Rather Be (chanson de The Verve)
Pour les articles homonymes, voir Rather Be.
Singles de The Verve
Love Is Noise
(2008) "-"
Pistes de Forth
Love Is Noise Judas
Rather Be est une chanson du groupe britannique de Britpop The Verve, tirée de leur quatrième album, Forth. Elle est sortie le 17 novembre 2008 comme second single de cet album, et a atteint la 56e position sur le UK Singles Chart.
La version initiale de la chanson a été écrite par Richard Ashcroft en 2007 alors qu'il poursuivait sa carrière solo. Seul membre crédité à sa composition, Rather Be a cependant été modifiée, notamment par Nick McCabe, qui lui a donné une tournure plus psychédélique. Les deux faces-b de l'album, "Major Force" et "All Night Long", ont été enregistrées dans cet esprit un mois après la sortie de l'album.
Le clip a été réalisé à 'May Hill, dans le Gloucestershire, et a été publié en exclusivité le 17 novembre 2008 sur le site web du journal anglais The Sun.
Rather Be, ainsi que Lucky Man, est apparue dans le film Marley et moi (Marley & Me).

## Liste des titres
- CD promo Royaume-Uni[2]

1. Rather Be (Radio Edit) - 4:01
2. Rather Be (Album Edit) - 5:38

- CD international[3]

1. Rather Be (Radio Edit) - 4:01
2. Love Is Noise (Tom Middleton remix) - 7:23

- EP digital

1. Love Is Noise (version album) - 5:30
2. Chic Dub - 6:11
3. Let The Damage Begin (live 2007) - 4:09
4. A Man Called Sun (live 2007) - 5:19

- EP iTunes digital

1. Rather Be (Radio Edit) - 4:01
2. All Night Long - 7:26
3. Major Force - 5:52
4. Love Is Noise (Tom Middleton remix) - 7:23

- Vinyle 7" Gatefold[4]

1. Rather Be (Radio Edit) - 4:01
2. Rather Be (Live au Rock A Field Festival, Luxembourg - 21/06/08) - 6:13
3. Rather Be (Caned & Able remix) - 5:32